# 捷克利帕縣

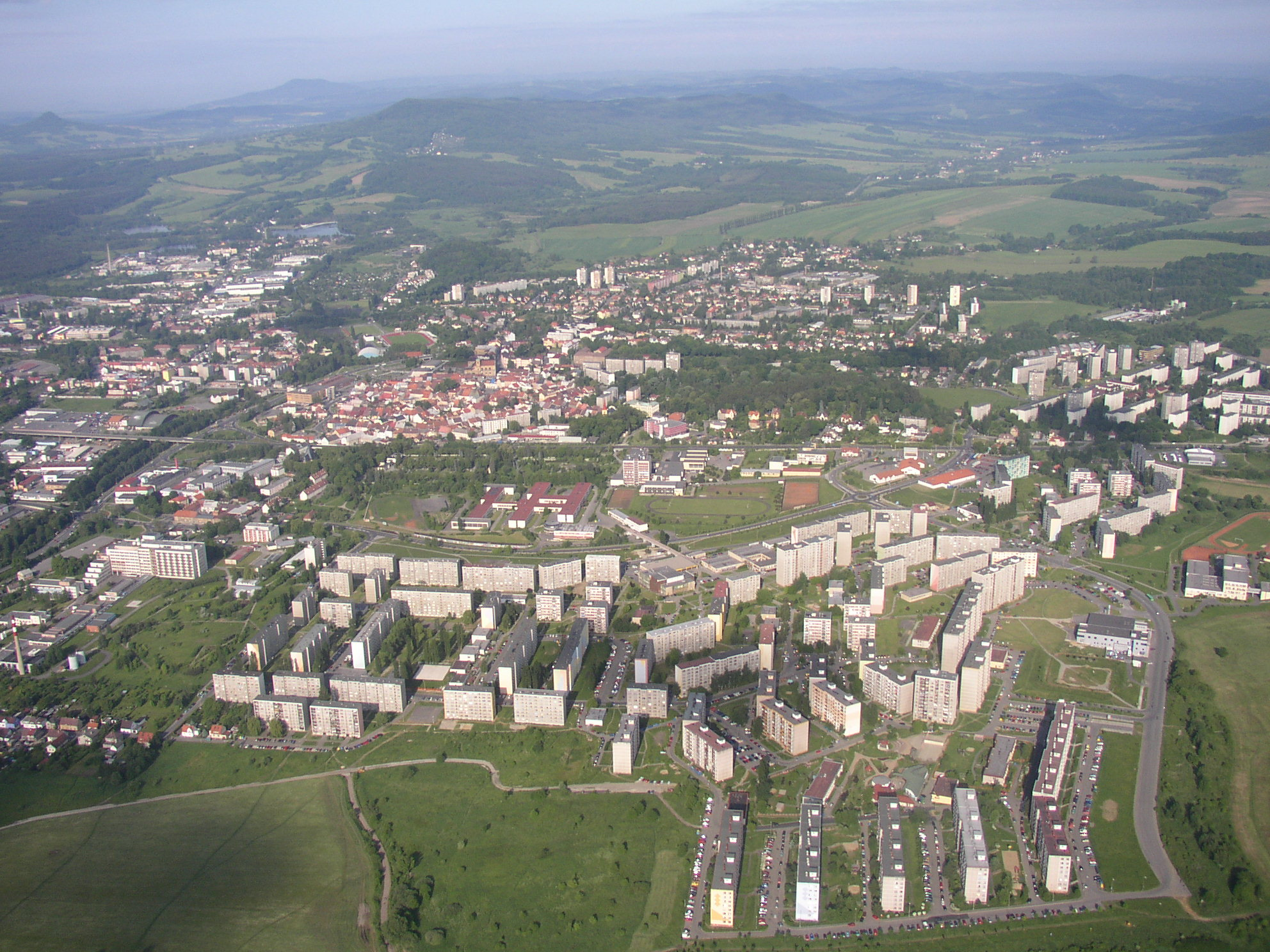

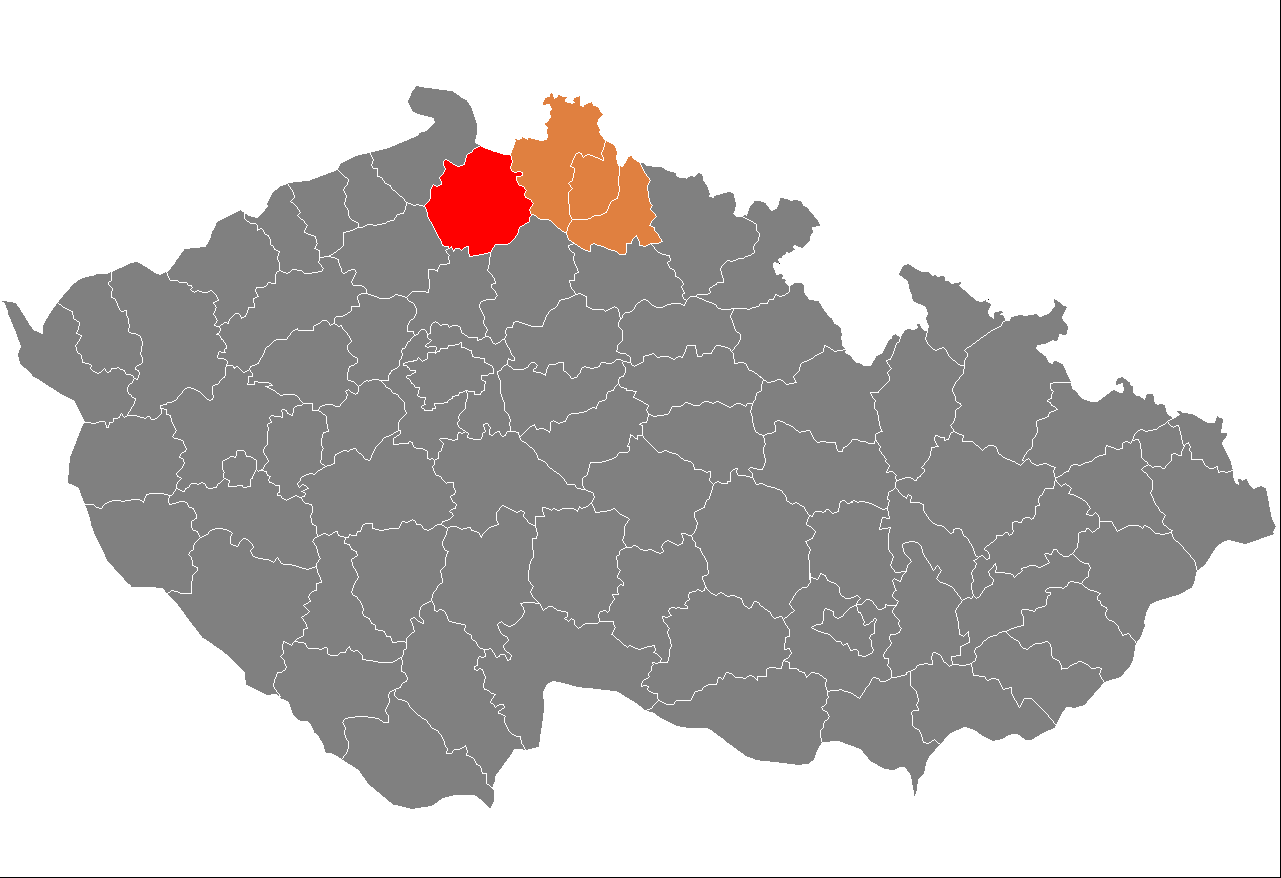

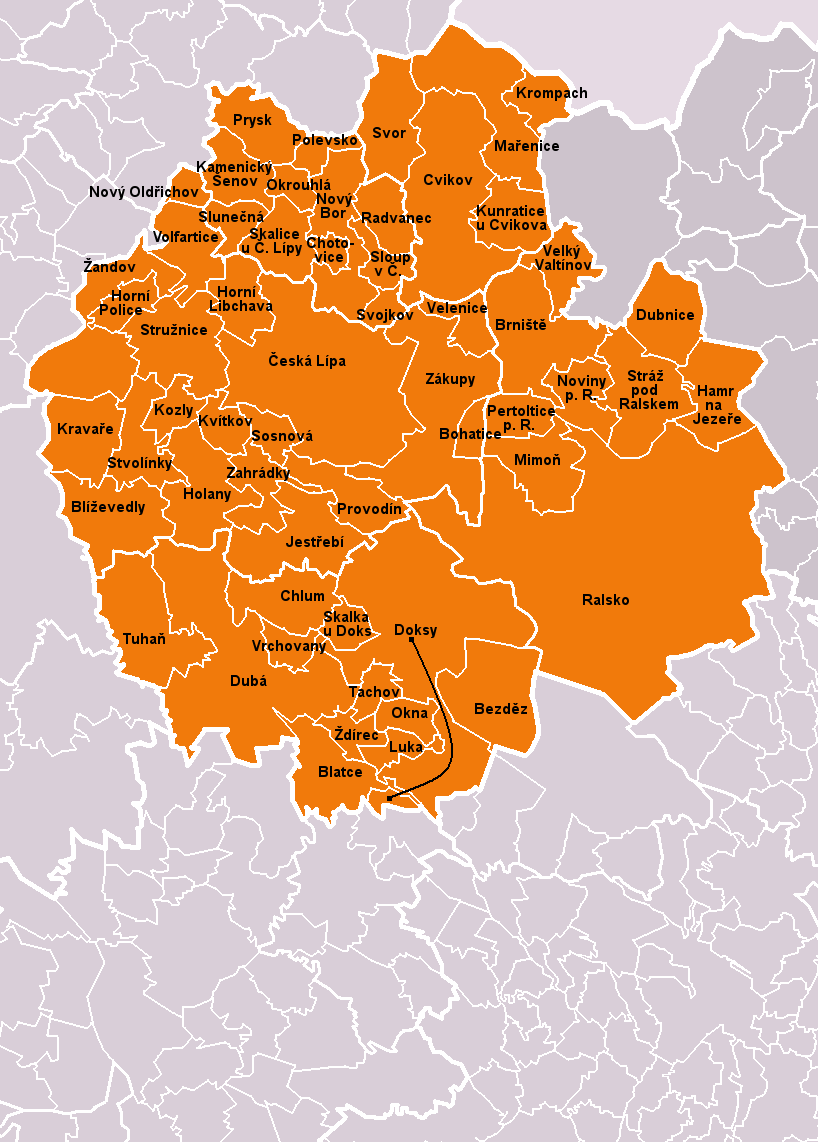

50°41′12″N 14°32′14″E / 50.68667°N 14.53722°E
捷克利帕縣（捷克語：Okres Česká Lípa），是捷克的縣份，位於該國北部，由利貝雷茨州負責管轄，首府設於捷克利帕，面積1,073平方公里，2009年人口105,662，人口密度每平方公里98人。